# Kryzys lewantyński
Kryzys lewantyński, znany również jako kryzys damasceński, kryzys syryjski lub konfrontacja lewantyńska – militarna konfrontacja między siłami brytyjskimi i francuskimi, która miała miejsce w Syrii w maju 1945 r., tuż po zakończeniu II wojny światowej w Europie.

## Przebieg
Kapitulacja III Rzeszy 7 maja 1945 r. wywołała progaullistyczne i prokolonialne demonstracje francuskich żołnierzy i senegalskich askarysów w Bejrucie. W odpowiedzi arabscy nacjonaliści zorganizowali kontrdemonstrację, podczas której m.in. paradowali z portretami współpracującego z nazistami Muhammada Amina al-Husajniego oraz zniszczyli jeden z klasztorów. 
W odpowiedzi na to wydarzenie i pojawiające się w innych miastach incydenty między syryjskimi i francuskimi żołnierzami, Francuzi ściągnęli do mandatu dodatkowe siły i 29 maja rozpoczęli bombardowanie i pacyfikację Damaszku.
Brytyjski premier Winston Churchill, chcąc utrzymać przyjazne stosunki z Arabami oraz dokonać rewanżu na wspierających bojowników żydowskich Francuzach, sprzeciwił się ich działaniom i wysłał wojska brytyjskie z Transjordanii do Syrii z rozkazem otworzenia ognia do Francuzów, jeśli zajdzie taka potrzeba.
1 czerwca brytyjskie samochody pancerne i wojsko dotarły do stolicy Syrii, zmuszając Francuzów do wycofania się do koszar poza obszarem miasta i następnego dnia do podpisania zawieszenia broni. 

## Konsekwencje
W trakcie trzech dni pacyfikacji zabito co najmniej 800 osób, a siły francuskie dopuściły się zbrodni wojennych, m.in. dokonując tortur, a następnie egzekucji 20 syryjskich żołnierzy w masowym grobie na terenie francuskiego lotniska.
Brytyjska interwencja spotkała się ze skrajną dezaprobatą francuskiego przywódcy Charles’a de Gaulle’a i jest porównywana do incydentu w Faszodzie.  